# B Wild (творча група)

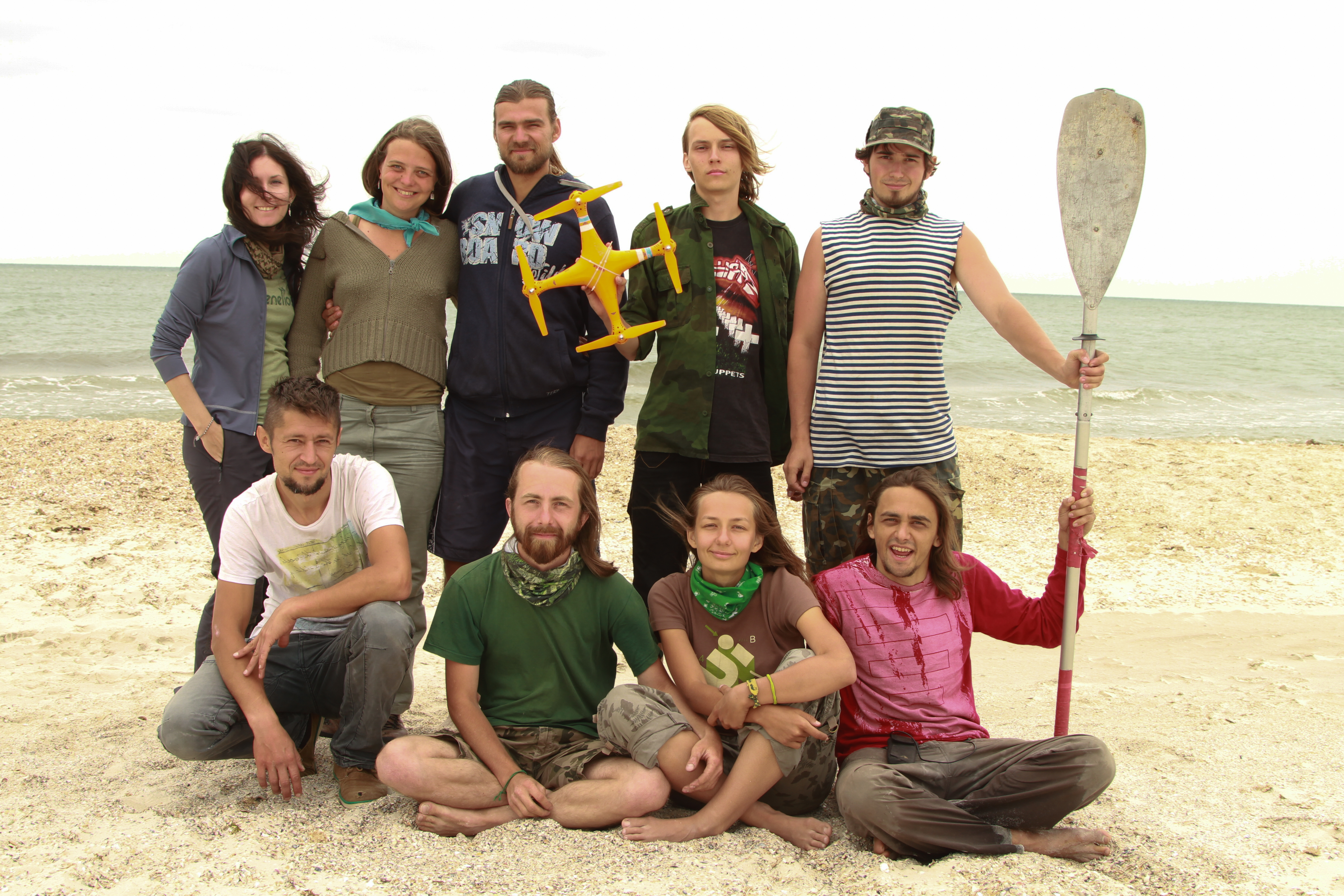

Творча група B Wild — український колектив операторів, фотографів, біологів та природоохоронців, заснований з метою створення якісної відеопродукції про дику природу в Україні.

## Історія
Творча група B Wild була започаткована у вересні 2015 року, під час вікіекспедиції на острів Джарилгач [Архівовано 13 грудня 2018 у Wayback Machine.]. Однією з задач експедиці була зйомка відеоматеріалу про національний природний парк «Джаригацький». Проте під час зйомок виникла ідея робити повноцінні відеороики та фільми.
У 2017 році творча група видала цикл відеороликів про приморські національні парки України — НПП «Джаригацький», НПП «Приазовський» та НПП «Меотида». Підготовка роликів відбулась в рік 90-ліття приморських національних парків України. Ролики були безкоштовно передані національним паркам для ведення просвітницької роботи.
Також, у 2017, разом з МБО «Екологія-Право-Людина», був підготовлений ролик «Зникаюча краса Причорномор'я», присвячений проблемі втрати смуги приморських степів в Україні.
У 2018 році ролик "Зупинимо вогонь разом!", присвячений екологічним наслідкам випалювання сухої трави і листя, був переглянутий у мережі Фейсбук за перші 4 дні - 131 тисячею користувачів.

## Фільмографія

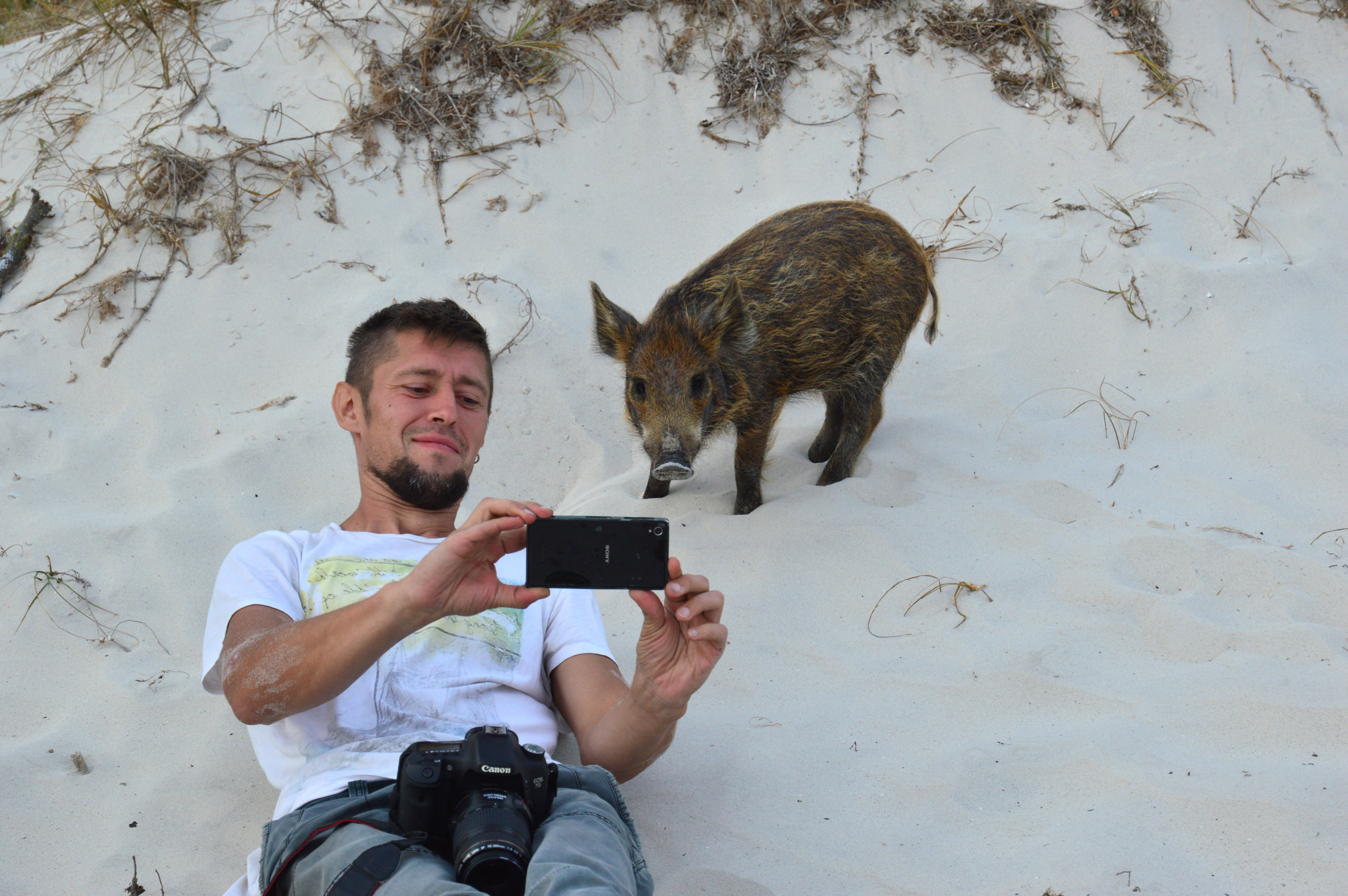

1. Національний природний парк «Меотида»: Білосарайська коса, Азовське море та південні степи [Архівовано 4 грудня 2020 у Wayback Machine.] (2017)
2. National Nature Park «Meotyda»: Bilosarayska spit, Sea of Azov and southern steppes [Архівовано 4 грудня 2020 у Wayback Machine.] (2017)
3. Національний природний парк «Меотида»: Половецький степ [Архівовано 4 грудня 2020 у Wayback Machine.] (2017)
4. National Nature Park «Meotyda»: «Polovetsky steppe» [Архівовано 4 грудня 2020 у Wayback Machine.](2017)
5. Національний природний парк «Меотида»: Приазовський чапельник [Архівовано 4 грудня 2020 у Wayback Machine.] (2017)
6. National Nature Park «Meotyda»: «Pryazovsky heronry» [Архівовано 4 грудня 2020 у Wayback Machine.](2017)
7. Національний природний парк «Приазовський»: Бердянська коса, Молочний лиман та Азовське море [Архівовано 19 листопада 2020 у Wayback Machine.] (2017)
8. National Park «Pryazovsky»: Berdyansk Spit, Molochnyi Estuary, Sea of Azov [Архівовано 19 листопада 2020 у Wayback Machine.](2017)
9. Національний природний парк «Джарилгацький»: острів Джарилгач [Архівовано 31 січня 2018 у Wayback Machine.] (2017), присвячено пам'яті директора національного парку Шульги Світлани Миколаївни
10. National Nature Park «Dzharylgatskii»: Dzharylgach island(2017)
11. Зникаюча краса Причорномор'я (2017)
12. Disappearing beauty of the last seaside steppes in Ukraine [Архівовано 4 грудня 2020 у Wayback Machine.](2017)
13. Зупинимо вогонь разом! (2018)[3]